# Fra Bartolomeo
Baccio della Porta, plus connu sous le nom monastique de Fra Bartolomeo (né le 28 mars 1472 à Sofignano (Prato) – mort le 31 octobre 1517 à Pian di Mugnone (it) (Florence)) est un peintre italien qui devint religieux Dominicain. Sa vie est intimement liée à  Florence, et son œuvre, à la période de la Première Renaissance. Son style caractérise le début du cinquecento florentin, une culture qui hésite entre le classicisme de Raphaël et le premier Maniérisme. Le thème de ses œuvres est constant : la méditation religieuse.
Il est connu aussi sous le nom de Fra Bartolomeo di San Marco.

## Biographie
Bartolomeo di Paolo di Jacopo naît à Soffignano, aujourd'hui Sofignano (it), près de Prato, en 1472. En 1478, son père Paolo s'installe à Florence près de la Porta a San Pier Gattolini, d'où son surnom de Baccio della Porta. Sa formation artistique débute en 1483 ou 1484, quand, grâce à une recommandation de Benedetto da Maiano, il entre dans l'atelier florentin de Cosimo Rosselli (1439-1507) collaborant rapidement avec l'un des autres apprentis de l'atelier Mariotto Albertinelli (1474-1515). Ainsi une des premières œuvres de Baccio, l'Annonciation du dôme de Volterra est terminée par Albertinelli. En 1490, quand Baccio quitte Rosselli pour ouvrir son propre atelier, Albertinelli le suit : les deux amis vont former un partenariat qui se prolongera jusqu'à l'entrée de Baccio chez les dominicains.
Bartolomeo a déjà obtenu de grands succès dans son art lorsqu'il fait la connaissance de Savonarole alors qu'il travaille au couvent San Marco à Florence. Le prédicateur, qui dénonce les mœurs délétères de la Renaissance, acquiert rapidement une grande influence sur Bartolomeo qui jette au bûcher des œuvres séculaire ou mythologiques. Sa peinture se fait didactique, son style grandiloquent est au service de la glorification des personnages bibliques. Il quitte le pinceau, peu après l'exécution de Savonarole en 1498, pour se faire religieux. Il prend en 1500 l'habit des dominicains dans le couvent San Marco, et il ne consacre plus son talent qu'à des sujets religieux aidé en cela par son ami Fra Ambrogio della Robbia. Saint Marc et son Saint Sébastien figurent parmi ses œuvres les plus remarquables. Sur l'ordre de son supérieur, il quitte le monastère.
Son Jugement dernier attire l'attention de Raphaël qui est son cadet de huit ans. Le contact avec Raphaël et le court séjour qu'il fait à Venise en 1508, modifient son style. Du jeune artiste, il apprend les règles de la perspective ; en retour, c'est à son contact que Raphaël améliore son sens de la couleur et des drapés. Après son séjour à Venise, sa palette devient plus délicate et son art plus velouté. Raphaël, Michel-Ange et Léonard de Vinci ont tous quitté Florence avant la fin de la première décennie du siècle. Durant la seconde décennie, Fra Bartolomeo n'a plus d'autre rival que Andrea del Sarto. Le Mariage de sainte Catherine, peint en 1512, marque l'apogée de sa recherche et de son association avec Albertinelli : simplification des masses et adoucissement des contours par un usage du clair-obscur. Il excelle dans le coloris et le relief, et dans l'art du drapé. Il est le premier qui fait usage du mannequin à ressort. Découragé par les difficultés de l'art, Albertinelli, qui a du talent et du charme, l'abandonne pour devenir aubergiste. Un moine, Fra Paolino le remplace auprès de Fra Bartolomeo. Il est malheureusement médiocre et l'atelier sombre dans l'insignifiance.
Raphaël est à Rome quand Fra Bartolomeo s'y rend en 1514 ou 1515 ; Rome est alors supplanté Florence dans le rôle de centre artistique.
En 1517, à la suite d'une paralysie partielle, il se rend aux bains de San Filippo. Grand amateur de fruits, désœuvré, c'est là qu'il consomme des figues qui lui seront fatales : après avoir consommé une grande quantité de figues fraîches, il est pris de fièvre et en meurt le 31 octobre 1517.

## Évolutions artistiques

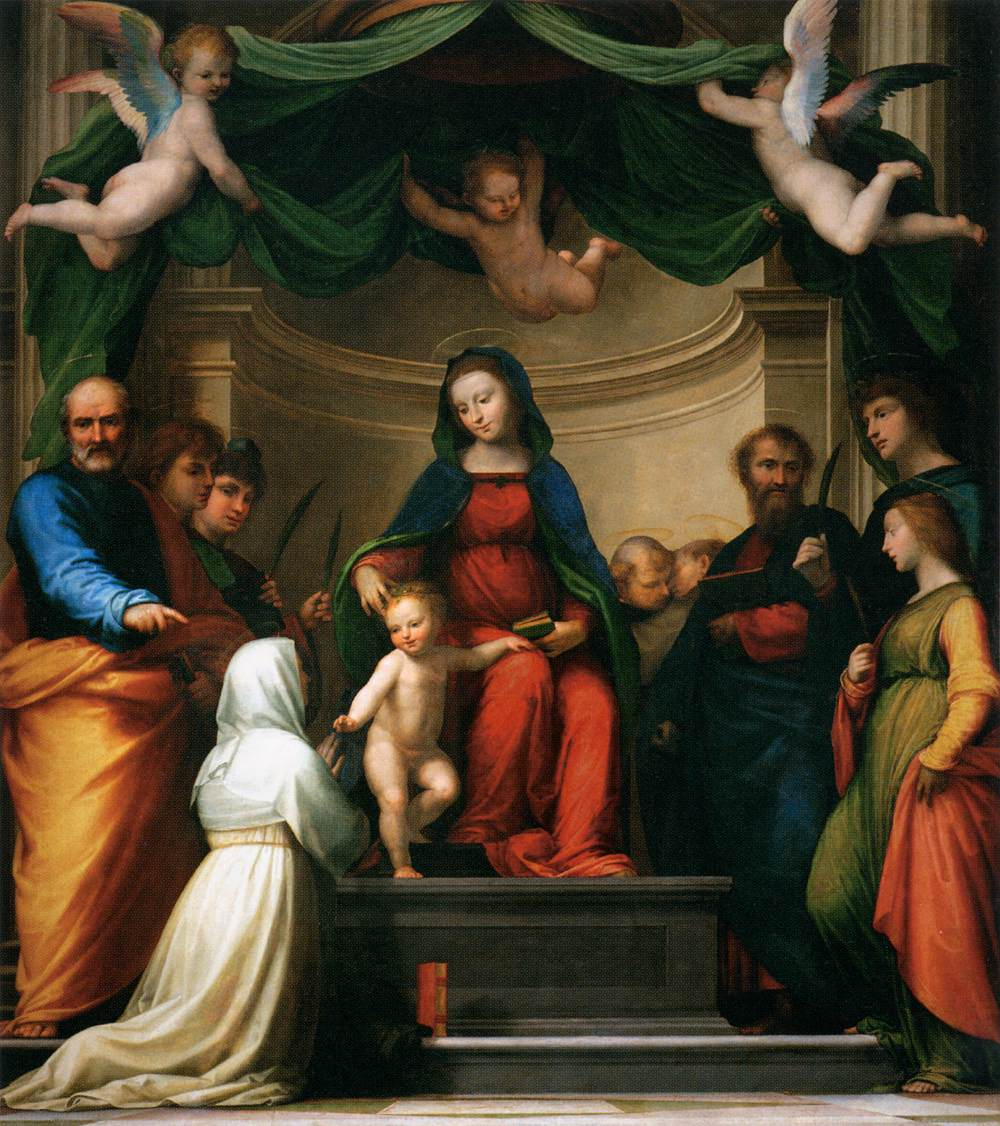
Mariage mystique de St Catherine de Sienne, musée du Louvre.

La carrière de Fra Bartolomeo, dont la thématique religieuse est constante, peut être divisée en trois périodes : celle de l'élève de Piero di Cosimo, devenu maître à son tour et qui, dans l'esprit de Savonarole, peint dans le style de Fra Angelico, également inspiré des œuvres de Masaccio et de Filippino Lippi, période durant laquelle il travaille au couvent San Marco ; celle qui, après sa rencontre de Raphaël, est nourrie des voyages à Rome et à Venise lors desquels il découvre les œuvres de ses contemporains les plus remarquables, sa peinture étant alors enrichie des enseignements de  Bellini et de Titien qui mettent en œuvre une coloration plus vive, mais également de Michel-Ange qui ouvre les portes du maniérisme ; enfin celle de son retour à Florence, à partir de laquelle il se consacre entièrement à sa tâche de peintre de l'ordre dominicain.
Fra Bartolomeo a su donner un nouveau souffle à la peinture religieuse, utilisant les techniques les plus novatrices, la perspective, la caractérisation des sujets, la composition, le rythme et le mouvement. Il influence Paolino da Pistoia, Plautilla Nelli et Eufrasia Burlamacchi.
Exprimant une sérénité issue du Pérugin, son art a un fort accent de religion sentimentale et une généralisation étudiée des formes, des traits, des drapés, des gestes et des poses, dédiés aux objectifs didactiques de l'art ecclésiastique.
Il rejette le mélange de l'intemporel et du contemporain, et recherche toujours, parfois avec une insensibilité agressive, une interprétation conventionnelle très éloignée de l'idéalisation de la nature qui inspira Léonard de Vinci. Le meilleur de Fra Bartolomeo parvient à la noblesse dans la sobriété, la tendresse et la douceur. Ses compositions sont simples, symétriques ou pyramidales. Toutefois, l'émotion de ses grands retables est souvent exagérée, la piété didactique trop ardente, les personnages trop conscients de leur rôle, les sentiments et les gestes forcés, les drapés tournoyants et le contrapposto implacable artificiels et mécaniques.
L'étiquette « École San Marco » désigne un vaste mouvement de la peinture toscane qui se voulait l'incarnation des idéaux et du style de Fra Bartolomeo.

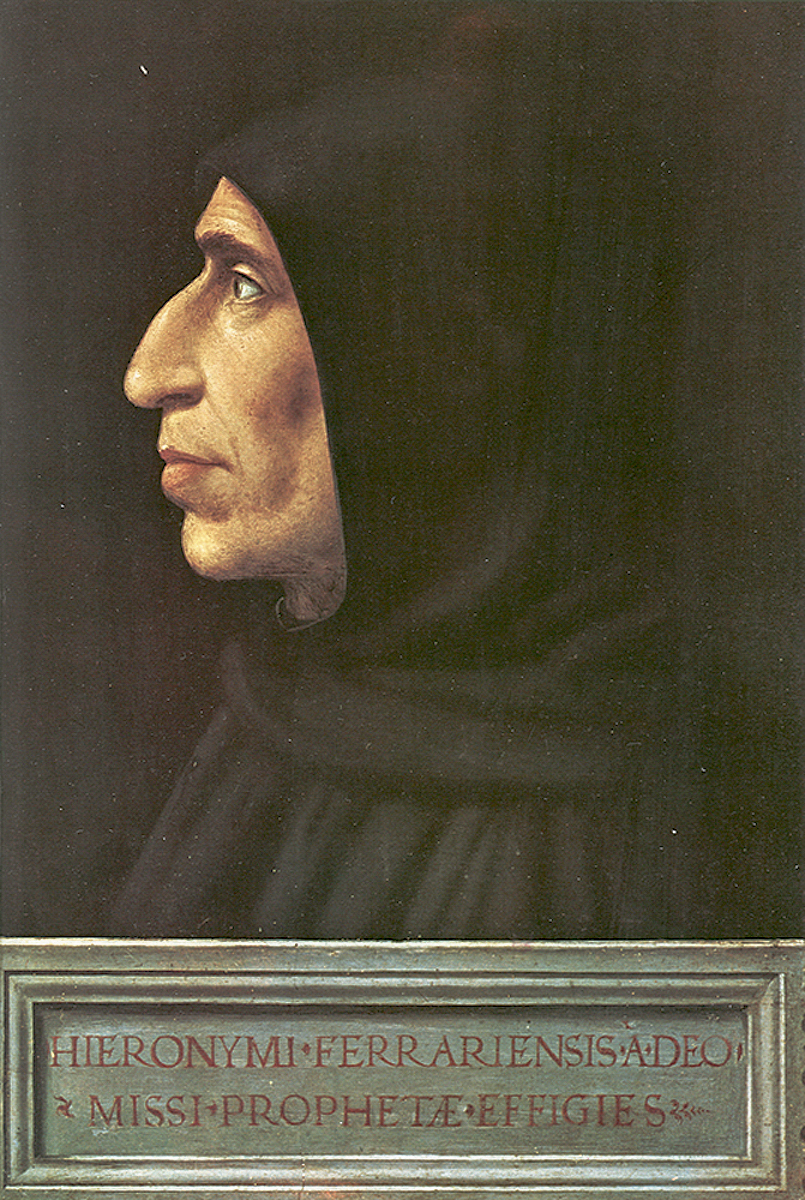
Portrait de Savonarole
v. 1495, musée de San Marco

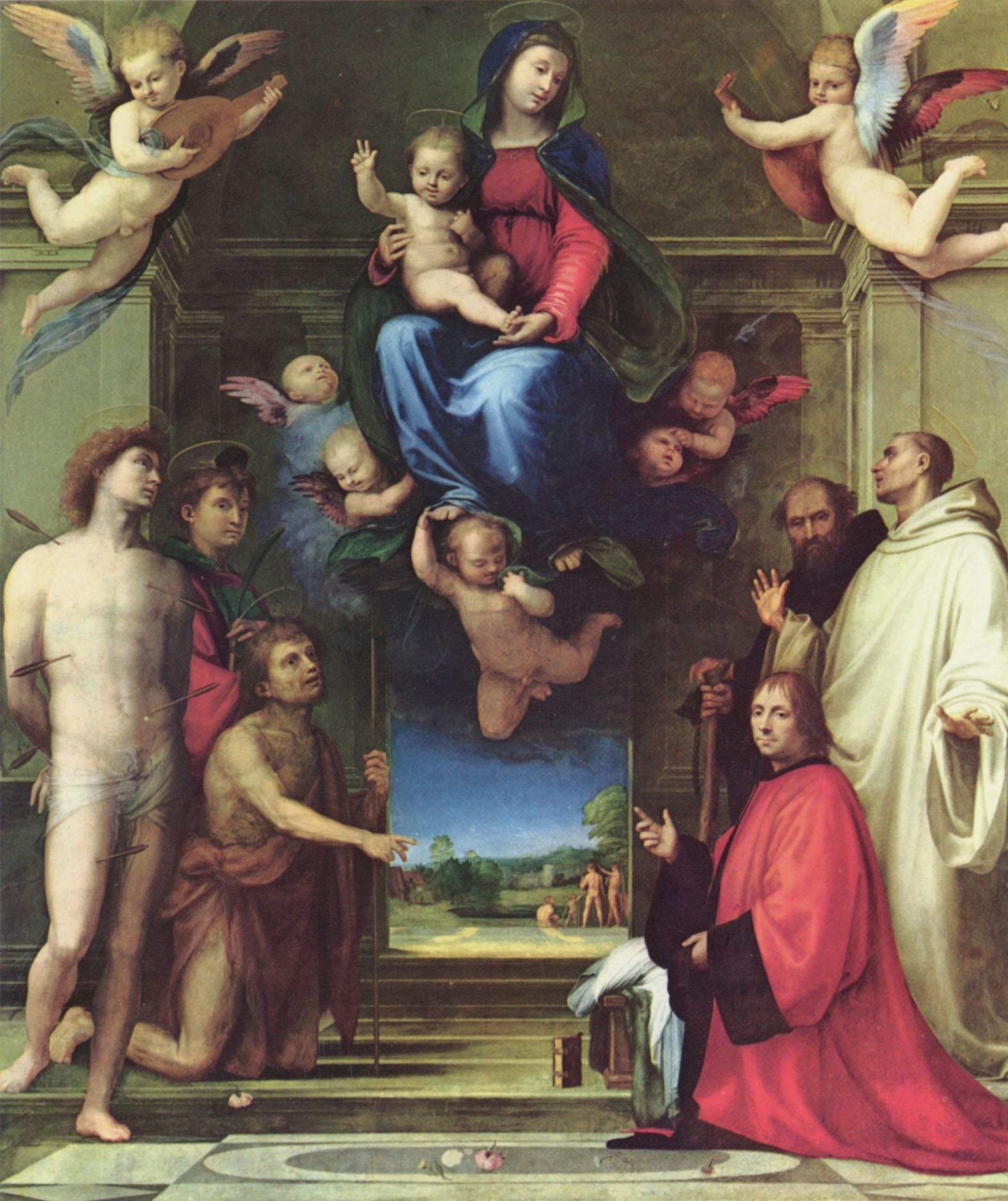
Pala Ferry Carondelet
1511-1512, cathédrale de Besançon

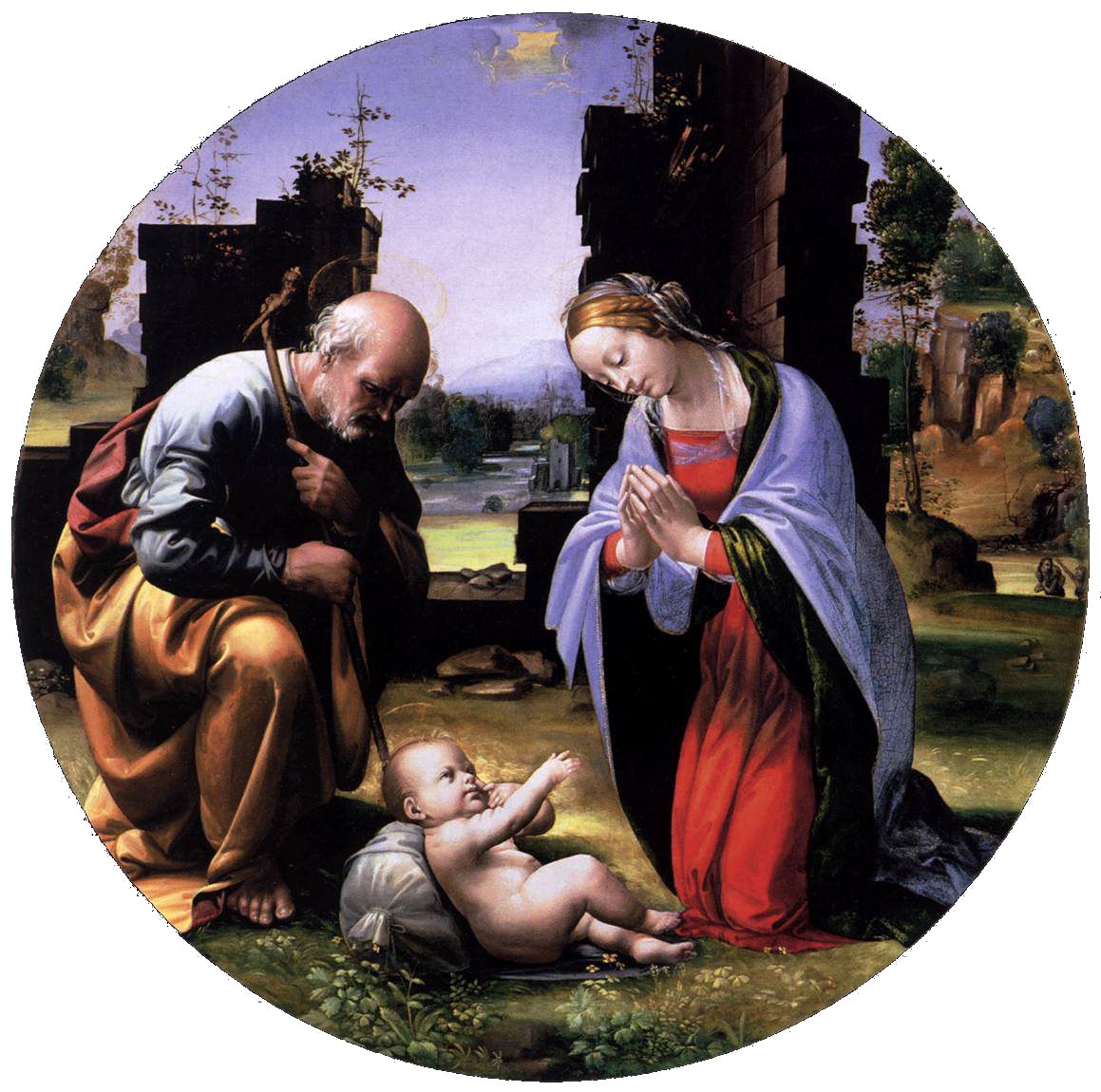
Nativité, galerie Borghese, Rome

## Œuvres
1495-1508
- Portrait de Savonarole, v. 1495, musée de San Marco
- Saint Jérôme pénitent, vers 1495, huile sur bois, 45,1 × 27,9 cm, collection Alana (acquisition 2012), Newark (Delaware) États-Unis[9]
- Portrait de Girolamo Savonarole, huile, v. 1498, Couvent San Marco, Florence
- L'Annonciation, 1497, panneau, 176 × 170 cm, cathédrale de Volterra
- Vierge à l'Enfant et saint Jean, v. 1497, peinture, Metropolitan Museum of Art, New York
- Saint Jérôme pénitent, v. 1498, huile sur bois, 41,7 x 27,7 cm, Gemäldegalerie, Berlin
- Adoration de l'Enfant, 1499-1500, détrempe sur bois, Galerie Borghèse, Rome
- Deux vantaux de retable avec L'Annonciation, La Présentation au temple et l'Adoration des Mages, huile, ca 1499, Galerie des Offices, Florence
- Le Repos pendant la fuite en Égypte, v. 1500, tempera et huile sur toile, 135 × 114 cm, Palazzo Vescovile (Pienza)
- La Vierge apparaît à Saint Bernard, 1504, huile sur bois, 215 × 231 cm, Galerie des Offices, Florence. Commandé par Bernardo del Bianco pour la chapelle familiale de l'église de la Badia Fiorentina[10]
- Nativité, 1504-1507, tableau, 340 × 245 cm, Art Institute of Chicago
- Sainte famille et saint Jean, huile, 1505 - 1506, musée Thyssen-Bornemisza, Madrid
- Le Christ apparaissant à sainte Madeleine ou Noli me tangere, v. 1506, huile sur bois, 57 × 48 cm, musée du Louvre, Paris. Collection de François Ier[11]
- L'Assomption de la Vierge, 1508, huile, Kaiser–Friedrich Museum, Berlin, détruite en 1945
- Ecce Homo, v. 1508, fresque, Florence, Palazzo Pitti

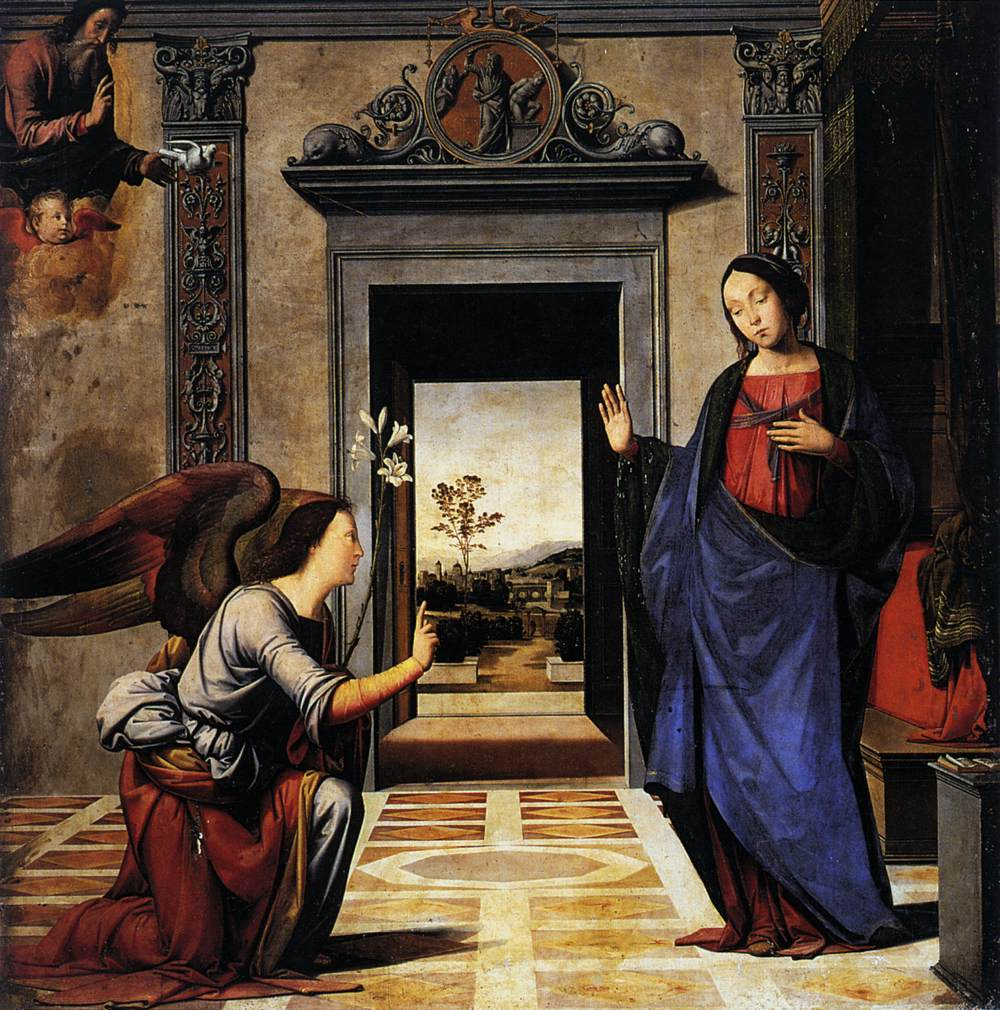
Annonciation 1497, Volterra
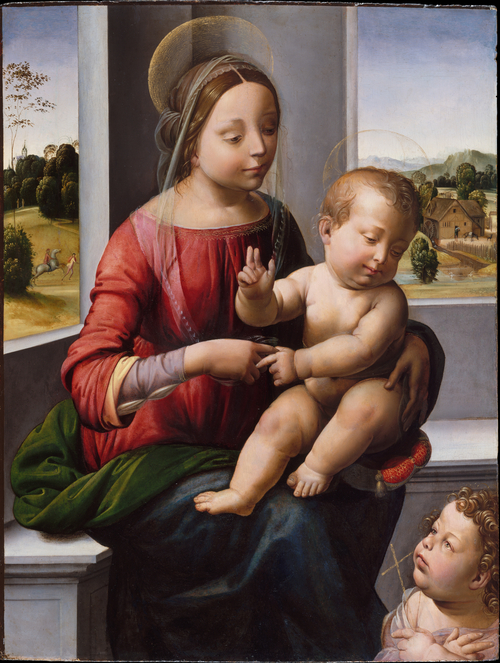
Madone et St Jean v. 1497, New York
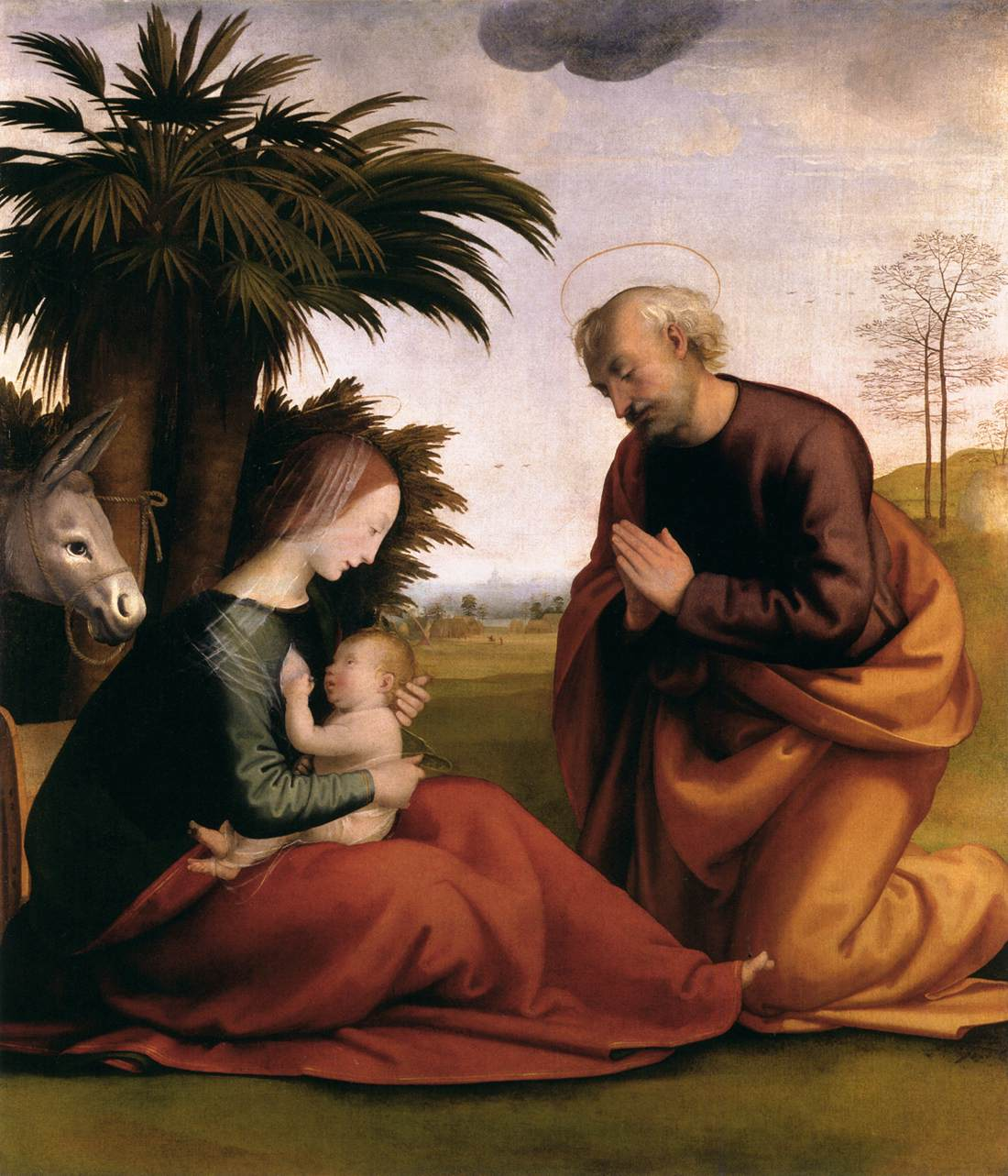
Fuite en Égypte v. 1500, Pienza
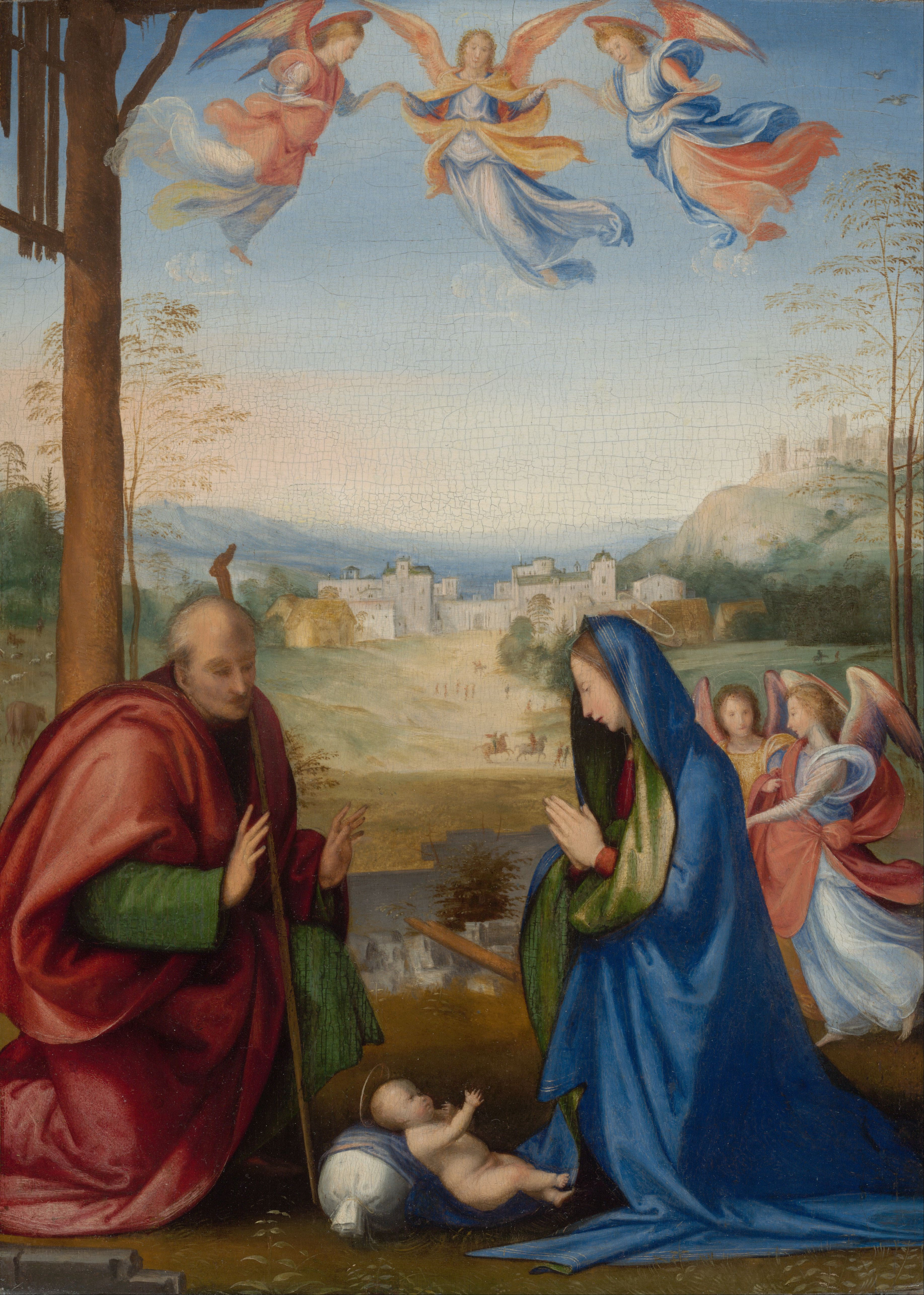
Nativité 1504-1507, Chicago

1508-1515
- Dieu le Père avec sainte Catherine de Sienne et Marie Madeleine, 1509, Huile sur bois transférée sur toile, 361 × 236 cm, musée de la villa Guinigi de Lucques
- Le Repos pendant la fuite en Égypte avec saint Jean-Baptiste, v. 1509, huile sur panneau, 129 × 107 cm, J. Paul Getty Museum
- Conversation sacrée, 1509, huile, Florence, chiesa di San Marco
- Adoration des mages, v. 1509, huile, Londres, National Gallery
- Vierge à l'Enfant avec les saints Étienne et Jean Baptiste, avec Mariotto Albertinelli, 1509, huile, cathédrale Saint-Martin de Lucques
- Sainte famille avec saint Jean, 1509–1512, huile, Gage Collection, Lewes, Sussex
- Retable du Grand Conseil, 1510, Couvent San Marco, Florence
- Sainte Famille, 1510, huile, Milan, Museo Poldi – Pezzoli
- La Création d'Eve, v. 1510, huile, Seattle, Collezione Kress
- La Vierge à l'Enfant, v. 1510, huile sur bois (peuplier), 85 x 66 cm, musée des Beaux-Arts d'Orléans[12]
- Le Mariage mystique de Sainte Catherine, 1511, huile sur bois, 257 × 228 cm, musée du Louvre, Paris
- Vierge à l'Enfant et les saints Pierre et Paul, 1511, huile, Pise, chiesa di Santa Caterina
- La Vierge aux saints ou pala Ferry Carondelet, 1511-1512, couleur sur bois, 260 × 230 cm, cathédrale Saint-Jean de Besançon. Albertinelli a peint la lunette supérieure aujourd'hui au musée de Stuttgart
- Annonciation, huile, avec Mariotto Albertinelli, musée d'art et d'histoire de Genève
- Pietà ou La Déploration avec saint Pierre et saint Paul, 1511-1512, huile sur bois, 158 × 199 cm, Galerie Palatine, Palais Pitti, Florence. Exécuté pour le maître-autel de l'église de San Gallo[10]
- Couronnement de la Vierge, 1512, huile, avec Mariotto Albertinelli, Stuttgart, Staatsgalerie
- Le Mariage mystique de sainte Catherine, 1512, huile sur bois, 351 × 267 cm, Galerie de l'Académie, Florence, peint pour la chapelle de Sainte Catherine de l'église San Marco[10]
- Sainte Conversation, 1512, huile, Florence, Galleria dell'Accademia de Florence
- Saint Vincent Ferrier, 1512, huile, Couvent San Marco, Florence
- Le Christ supporté par deux anges, v. 1514, huile, Arezzo, Casa Vasari
- Saint Marc, huile, 1514, Couvent San Marco, Florence
- Déposition, huile, v. 1514, Couvent San Marco, Florence
- Saint Sébastien, 1515, huile, Pezenas, France, collection Alaffre
- Job, 1516, huile, Galleria dell'Accademia de Florence
- Isaïe, huile, 1516, Galleria dell'Accademia de Florence
- Vierge à l'Enfant, 1514-1516, couleur sur peuplier, 85 × 72 cm, Kunsthistorisches Museum, Vienne (Autriche)
- Madonna della Misericordia, 1515, huile sur toile, musée de la villa Guinigi de Lucques

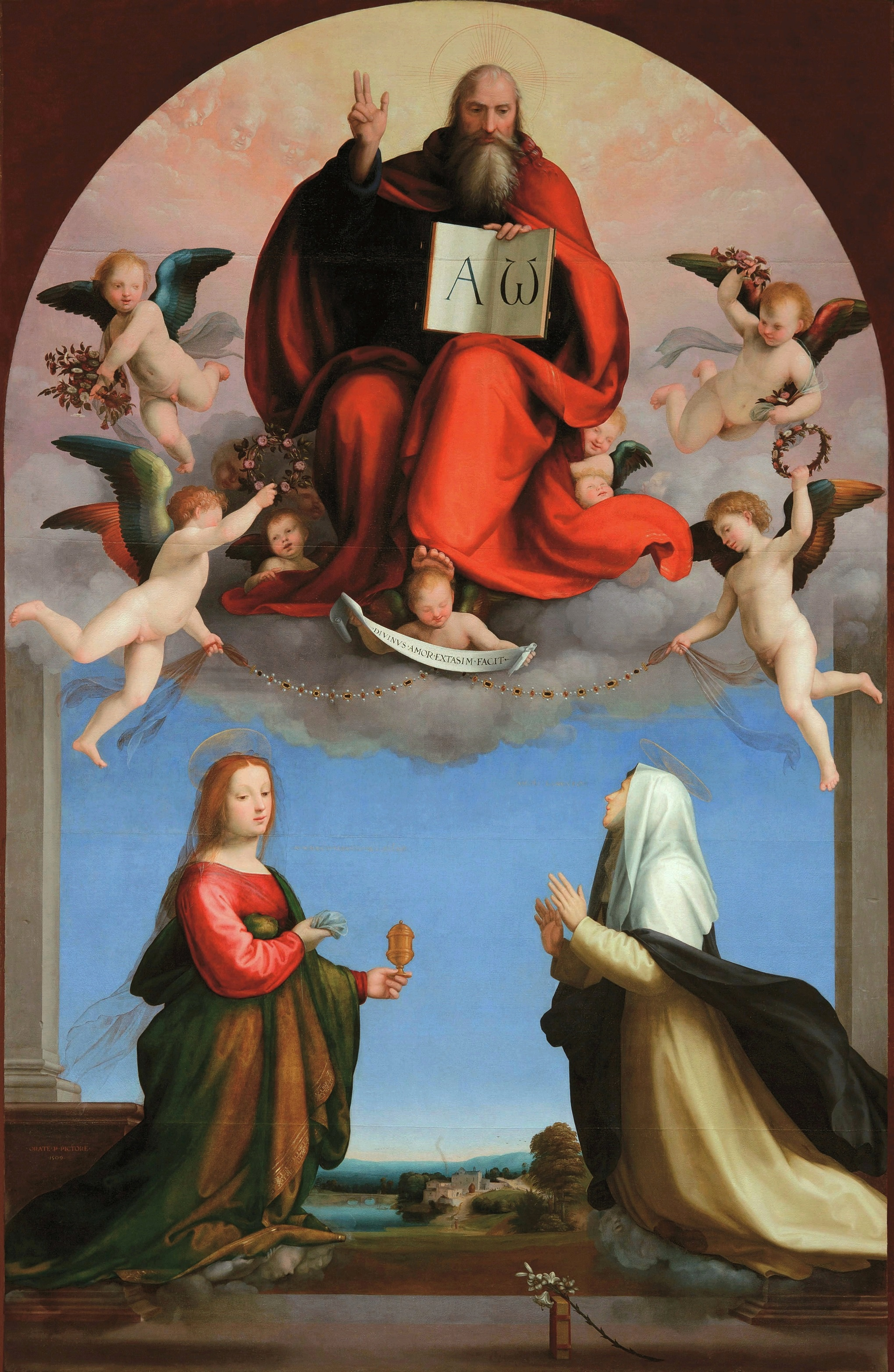
Dieu le père et saintes 1509, Lucques
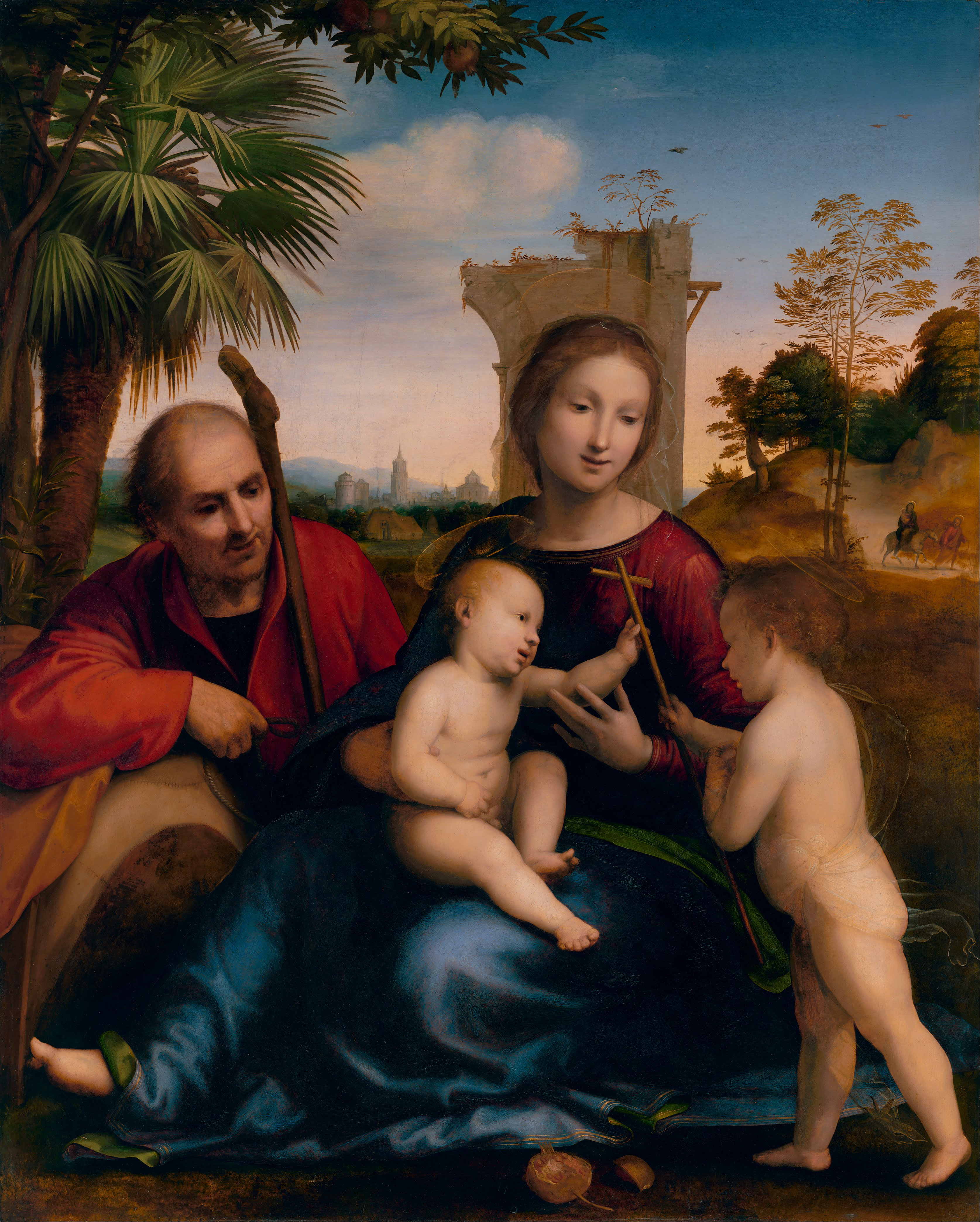
Fuite en Égypte v. 1509, J. Paul Gety Museum
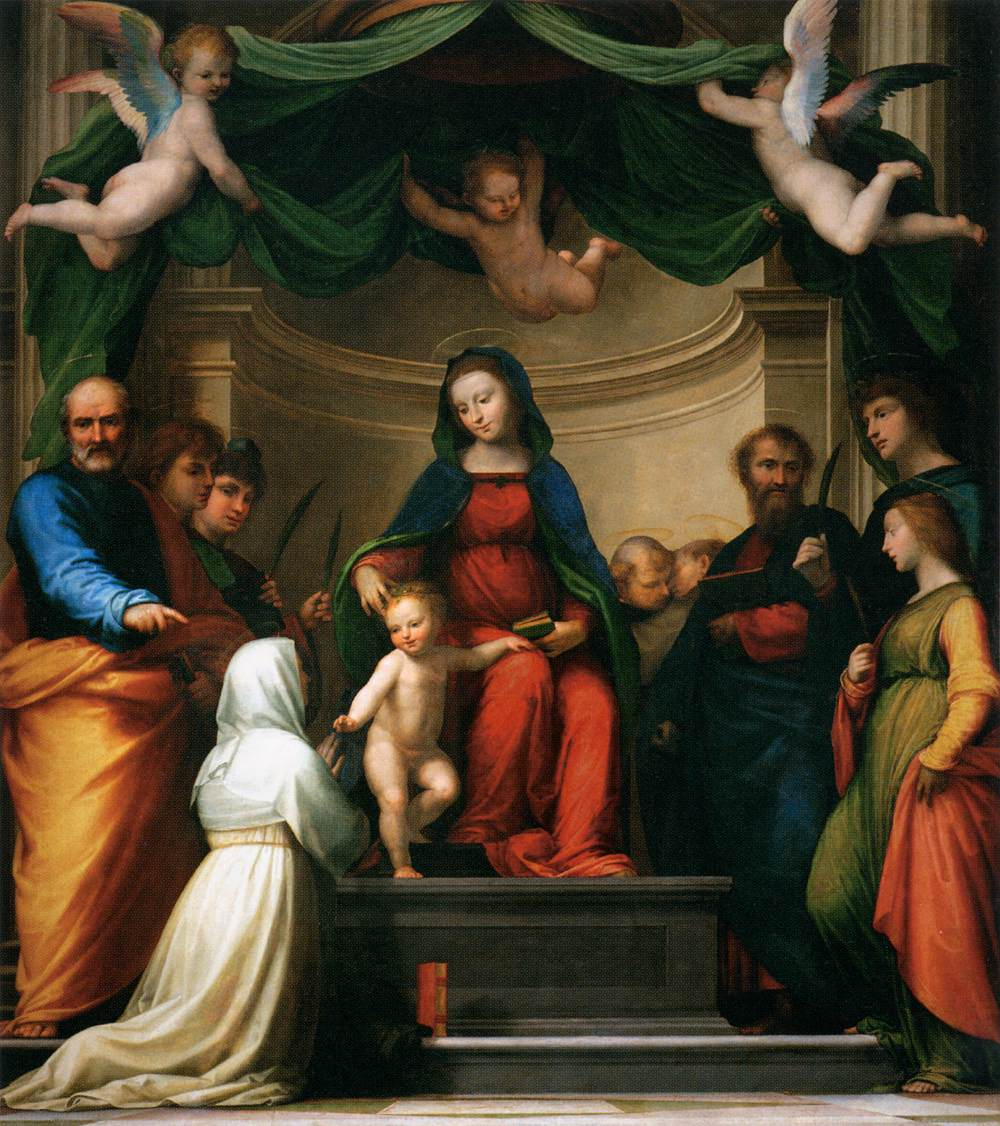
Mariage de sainte Catherine 1511, Louvre
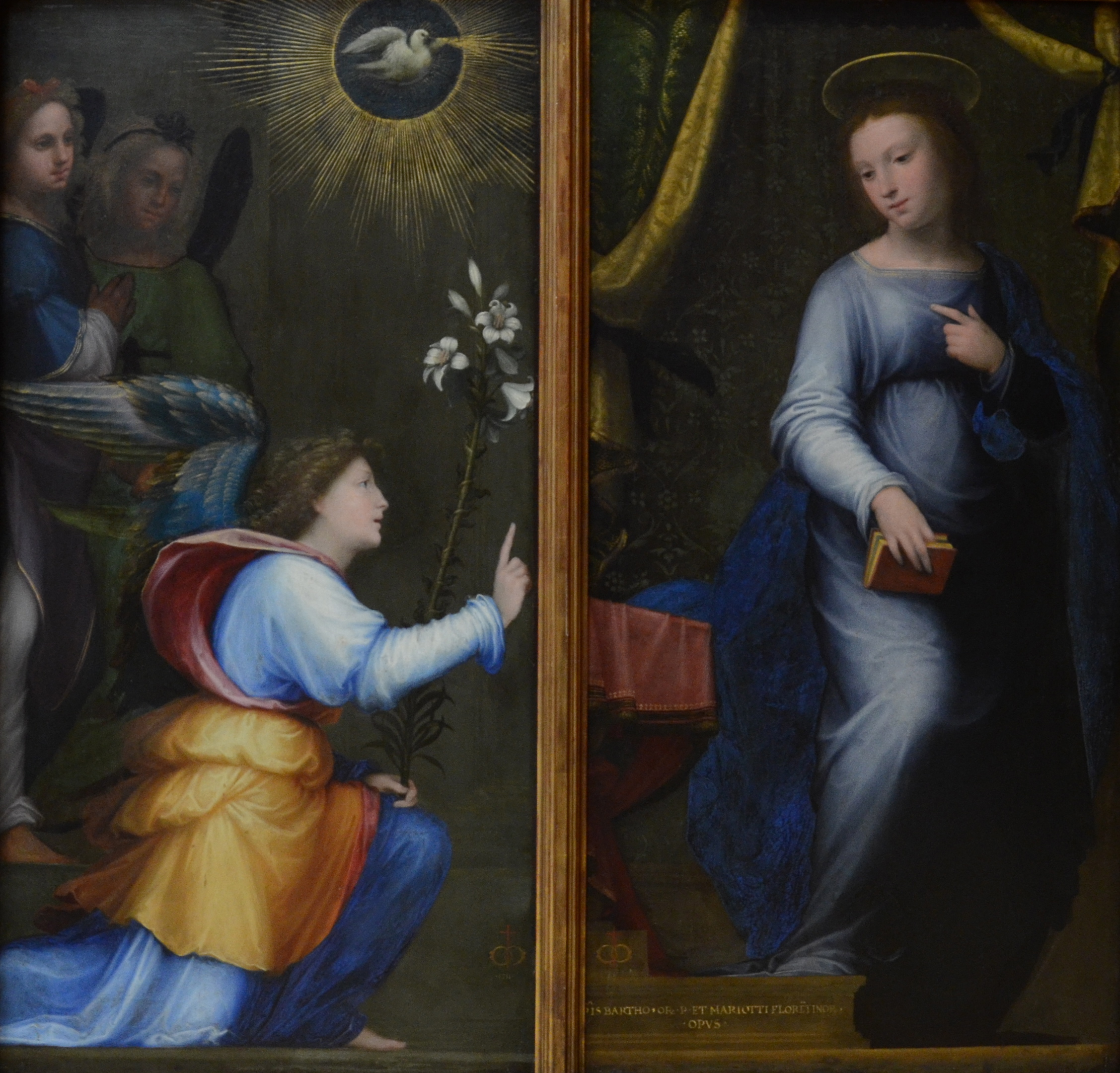
Annonciation 1511-1512, Genève
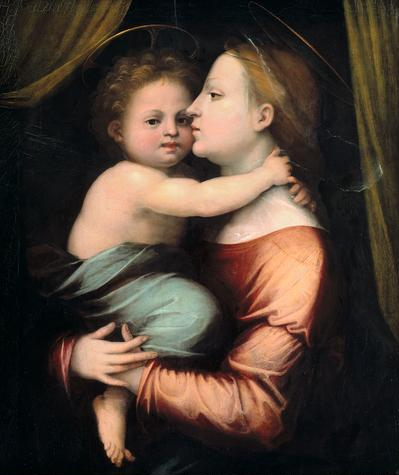
Vierge à l'Enfant 1514-1516, Vienne
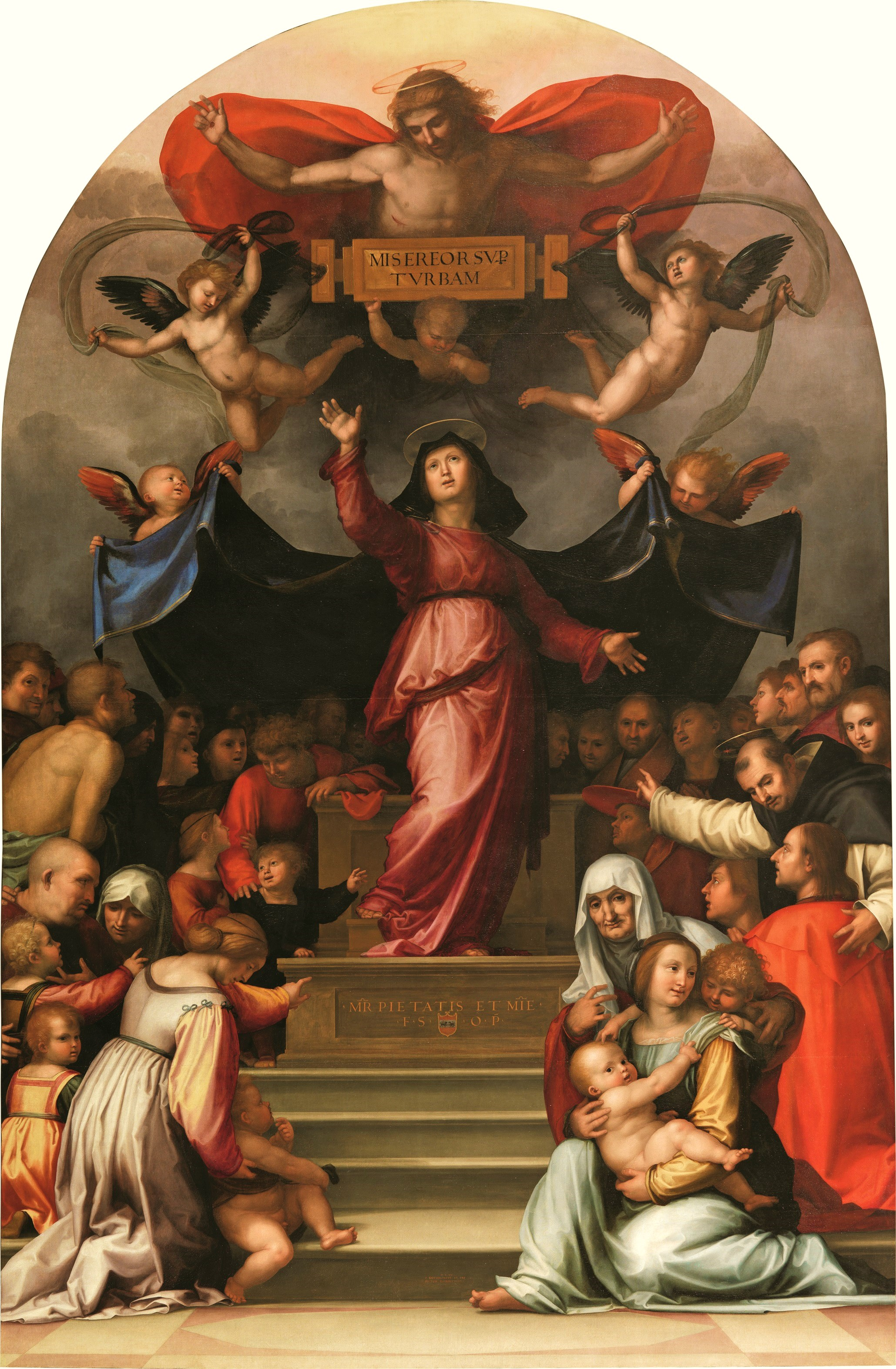
Madone de la Misericorde 1515, Lucques

Fresques du Couvent San Marco, Florence
- Le Christ chez Emmaüs, fresque, v. 1506
- Ecce Homo avec les saints Madeleine, Antoine, Jean Baptiste, Catherine de Sienne, Catherine d'Alexandrie, Thomas d'Aquin et Dominique, avec collaborateurs, 1508-1511
- Deux Madones, fresque, 1514
- Les Saints Dominique, Thomas, Vincent Ferrer et Ambroise Sansedoni, fresque, 1514

1515-1518
- Incarnation du Christ, huile, 1515, Paris, musée du Louvre
- Vierge à l'Enfant et des saints[13], 1515, peinture huile, Saint-Pétersbourg, musée de l'Ermitage
- Vierge à l'Enfant, huile, ca 1516, Grenoble, musée de Grenoble
- Assomption de Marie, huile, 1516, musée de Capodimonte de Naples
- Les Saints François et Dominique embrassés, fresque, 1516, église de Sainte Madeleine, Pian di Mugnone
- Vierge à l'Enfant, Elisabeth et le petit saint Jean, huile, 1516, Richmond, Cook Collection
- Sainte famille, huile, 1516, Galerie nationale d'art ancien (Rome), Palais Barberini
- Christ avec les quatre Evangelistes[14], 1516, huile sur toile, 282 × 204 cm, Palais Pitti, Florence
- Présentation de Jésus au temple, 1516, tableau, 150 × 159 cm, Kunsthistorisches Museum, Vienne (Autriche)
- Le Viol de Dina, huile, 1517, Kunsthistorisches Museum, Vienne (Autriche), collection Bugiardini
- Assomptionn 1518, huile sur bois, 330 × 202 cm, musée Capodimonte de Naples[15]

non datés
- La Nativité, huile sur bois, 19 × 9 cm, Galerie des Offices, Florence. Commandée par Piero del Pugliese[10].
- Adoration des mages, huile, Louisville, Speed Art Museum
- Étude d’un putto volant, dessin, musée des Beaux-Arts de Lyon
- Christ couronné d'épines, 1re moitié du XVIe siècle, fresque sur toile, 52 × 57 cm, musée national San Marco, Florence

## Dessins
- Ange soulevant une draperie, pierre noire et rehauts de craie blanche, H. 35.7; L. 26.5 cm[16]. Paris, Beaux-Arts[17], feuille issue du Libro de' Disegni (Giorgio Vasari).
- Etude pour un saint Joseph assis, pierre noire et rehauts de blanc sur papier préparé gris-brun, H. 24.5; L. 18.5 cm[18]. Paris, Beaux-Arts[17].
- Atelier de Fran Bartolomeo, Copie d'après la Pietà de Pavie, plume, encre brune, lavis brun, H. 31.2 ; L. 24.3 cm. Paris, Beaux-Arts[17].
- Atelier de Fran Bartolomeo, Feuille d'étude avec une Déposition, plume et encre brune sur papier beige, H. 26.9 ; L. 19.9 cm[19]. Paris, Beaux-Arts[17].
- Atelier de Fran Bartolomeo, Etude pour une Annonciation, plume et encre brune et rehauts de blanc peut-être ajoutés ultérieurement, H. 16 ; L. 22.5 cm[20]. Paris, Beaux-Arts[17].

## Hommage en littérature
Fra Bartolomeo  est cité par Honoré de Balzac sous le nom de Bartolomeo Della Porta dans les œuvres d'art qui font partie des trésors de la collection du Cousin Pons, .
Charles Swann, le personnage d' À l'ombre des jeunes filles en fleurs de Marcel Proust, compare Mme Blatin au Savonarole peint par Fra Bartolomeo.

## Articles annexes
- Fra Paolino da Pistoia
- Haute Renaissance
- Mariotto Albertinelli
- Renaissance florentine
- Renaissance italienne
- Renaissance romaine
- Renaissance vénitienne